# Дочь солнца
«Дочь солнца» — советский рисованный мультипликационный фильм 1963 года, экранизация сказок народов Севера (в частности, эскимосов Чукотки) режиссёра Александры Снежко-Блоцкой.
«Дочь солнца» — яркое проявление новых поисков ветерана студии «Союзмультфильм» А. Снежко-Блоцкой в 1960-е годы.

## Сюжет
Всё начинается с того, как эскимосы ждут окончания полярной ночи, которая должна вот-вот уступить месту солнцу. Однако в назначенный день солнце не появляется на небосклоне. Не проходит это и на следующий день. Взволнованные жители обращаются за помощью к деревенскому шаману, который обманом заставляет охотников отдать ему за решение этой проблемы все охотничьи трофеи, и подло отказывается чем-либо помочь. И тогда отважный молодой охотник отправляется на поиски солнца. Его путь долог и полон опасностей, однако наш герой находит солнце и узнаёт страшную весть. Дело в том, что Мороз украл дочку Солнца — красавицу Весну. А раз так, то приключения отважного юноши ещё только начинаются…

## Создатели
| Сценарий                  | Юрий Стрижевский |
| Режиссёр                  | Александра Снежко-Блоцкая |
| Художник                  | Ильдар Урманче |
| Композитор                | Виталий Гевиксман |
| Операторы                 | Екатерина Ризо, Нина Климова |
| Звукооператор             | Борис Фильчиков |
| Художники-мультипликаторы | Ольга Столбова, Виолетта Колесникова, Константин Чикин, Вадим Долгих, Борис Бутаков, Борис Чани, Владимир Крумин, Виктор Арсентьев, Светлана Жутовская, Владимир Балашов, Елизавета Комова, Владимир Морозов |
| Художники                 | Ирина Светлица, Ирина Троянова |
| Роли озвучивали           | Михаил Трояновский, Алексей Консовский (Этувги), Михаил Новохижин (Солнце), Сергей Мартинсон (Северный Ветер), Эраст Гарин (ворон), Александр Хвыля, Сергей Цейц (шаман), Георгий Милляр (Мороз)             |

- Создатели приведены по титрам мультфильма.